# Cashmere (группа)
Cashmere (с англ. — «Кашмир») — американская музыкальная группа, наиболее известная своими хитами в стиле буги и соул, включая «Can I» и «Do It Any Way You Wanna».

## Карьера
Группа образовалась в 1982 году. В её составе были: Дуайт Дьюкс, клавишник МакКинли Хортон, барабанщик Дэрил Берджи и вокалист Кит Стюард. В период с 1983 по 1985 годы некоторые их работы стали хитами в американских чартах Hot R&B/Hip-Hop Songs и Hot Dance Club Songs. Так, их дебютный сингл «Do It Anyway You Wanna» занял 21 место в чартах Dance и 35 место в чартах R&B. Он также занял 77 место в UK Singles Chart. Следующий релиз «Can I» занял 29-е место в том же чарте.
В 1985 году группа выпустила одноимённый альбом, в который вошла песня «Can I». Альбом достиг № 49 в чарте альбомов R&B США и № 63 в чарте альбомов Великобритании. Несмотря на успех, группа распалась в том же году.

## Дискография

### Альбомы
| Год  | Альбом                    | Лейбл        | Наивысшие позиции в чартах | Наивысшие позиции в чартах |
| Год  | Альбом                    | Лейбл        | US R&B                     | UK Albums                  |
| ---- | ------------------------- | ------------ | -------------------------- | -------------------------- |
| 1983 | Let the Music Turn You On | Philly World | —                          | —                          |
| 1985 | Cashmere                  | Philly World | 49                         | 63                         |

### Синглы
| 1983                                       | «Do It Anyway You Wanna»    | Philly World | 21 | 35 | 87 |
| 1983                                       | «Try Your Lovin'»           | Philly World | ―  | 75 | 99 |
| 1983                                       | «Let the Music Turn You On» | Philly World | —  | —  | —  |
| 1984                                       | «Can I»                     | Philly World | ―  | 48 | 29 |
| 1984                                       | «Tracks of My Tears»        | Fermata      | ―  | —  | —  |
| 1985                                       | «We Need Love»              | Philly World | ―  | 68 | 52 |
| 1985                                       | «Keep Me Up»                | Philly World | ―  | —  | —  |
| «—» обозначает релизы, не вошедшие в чарты |                             |              |    |    |    |